# Susana Correa
Susana Correa Borrero (Cali, Valle del Cauca; 4 de junio de 1967) es una ingeniera y política colombiana, exmilitante del Partido Centro Democrático. Fue senadora, directora del Departamento para la Prosperidad Social y ministra de vivienda en el gobierno de Iván Duque.

## Biografía
Es la tercera de tres hermanos, su padre es el industrial Álvaro Correa Holguín y su madre Helena Borrero Borrero. Casada y divorciada, tiene como única hija a Daniela Mejía Correa.
Después de terminar su bachillerato cursó estudios de ingeniería industrial en la Pontificia Universidad Javeriana de Bogotá, los que complementó con una especialización en Administración de Negocios y Gerencia en la Universidad de Harvard y un diplomado de Alta Gerencia en el prestigioso Instituto Tecnológico de Massachusetts.

### Secuestro (2001-2003)
En el año 2001 la guerrilla del ELN la secuestró al salir de su oficina, durante el suceso fue asesinado uno de sus escoltas. Correa estuvo en poder de este grupo guerrillero durante 13 meses y 2 días siendo rescatada por la Policía Nacional en un operativo realizado en la región de El Naya en el Departamento del Cauca.

### Regreso a la actividad pública
Posteriormente, ocupó cargos como gerente de Colombiana de Cueros, Disinfantil S.A, Gases del norte del valle y Café redes Engheineiria, luego llegó a la gerencia de la empresa de servicio público de aseo EMSIRVA, para recalar finalmente en la gerencia de EMCALI.

### Congreso de Colombia (2014-2018)
Como senadora de Colombia, gerenció la organización de los Juegos Mundiales de 2013 realizados en Cali.
En las Elecciones legislativas de Colombia de 2014, salió electa Senadora de Colombia por el Centro Democrático, partido político liderado por el expresidente de la República de Colombia, Álvaro Uribe.

### Ministerio de Vivienda (2022)
En agosto de 2018 el presidente Iván Duque la designó como directora del Departamento para la Prosperidad Social (DPS). Ocupó tal posición hasta el 23 de marzo de 2022, cuando fue designada como Ministra de Vivienda, Ciudad y Territorio de Colombia, tras la renuncia de Jonathan Malagón.
Su designación resultó controversial, pues, tras tomar posesión del cargo el 29 de marzo, a los pocos días renunció al gobernante Partido Centro Democrático.

## Familia
Susana Correa Borrero pertenece a las familias aristocráticas del departamento del Valle del Caucaː Su padre es el empresario del azúcar, Álvaro Correa Holguín (accionista del grupo Mayagüez); y de Helena Borrero Borrero.
Su padre era nieto del hacendado Eduardo Holguín Mallarino, quien era hermano de los políticos conservadores Carlos y Jorge Holguín Mallarino (sus tíos abuelos), y así mismo sobrino junto a sus hermanos del político conservador Manuel María Mallarino (tío bisabuelo de Álvaro). Por éstas líneas familiares, Susana está emparentada con María Ángela Holguín, Carlos Holguín Sardi y su hijo Carlos José Holguín, y de Ángela Montoya Holguín.
Su madre, por su parte, es nieta del médico y político Pablo Borrero Ayerbe, primer gobernador del departamento del Valle del Cauca, entre 1910 y 1912.
En conclusión, por el lado paterno, Susana es sobrina bisnieta de Eduardo, Jorge y Carlos Holguín Mallarino, tataranieta de Vicente Holguín Sánchez, y sobrina tataranieta Manuel María Mallarino; mientras que por su lado materno es bisnieta de Pablo Borrero Ayerbe.